# Udział Kozaków w odsieczy wiedeńskiej

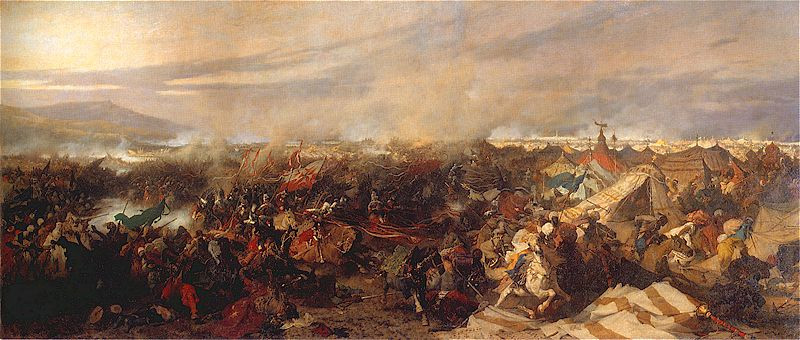
Józef Brandt, Bitwa pod Wiedniem

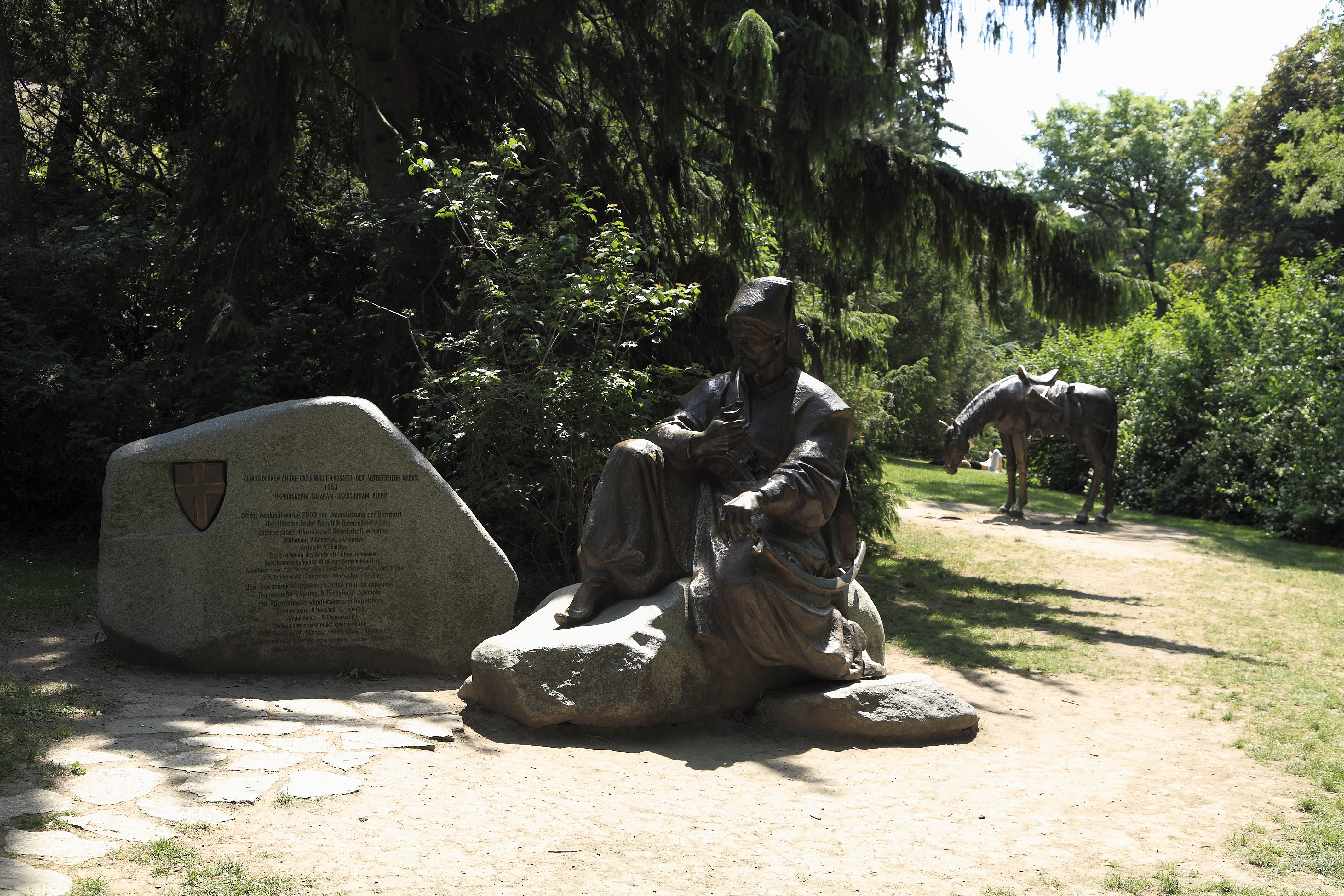
Pomnik Kozaka w Türkenschanzpark w Wiedniu

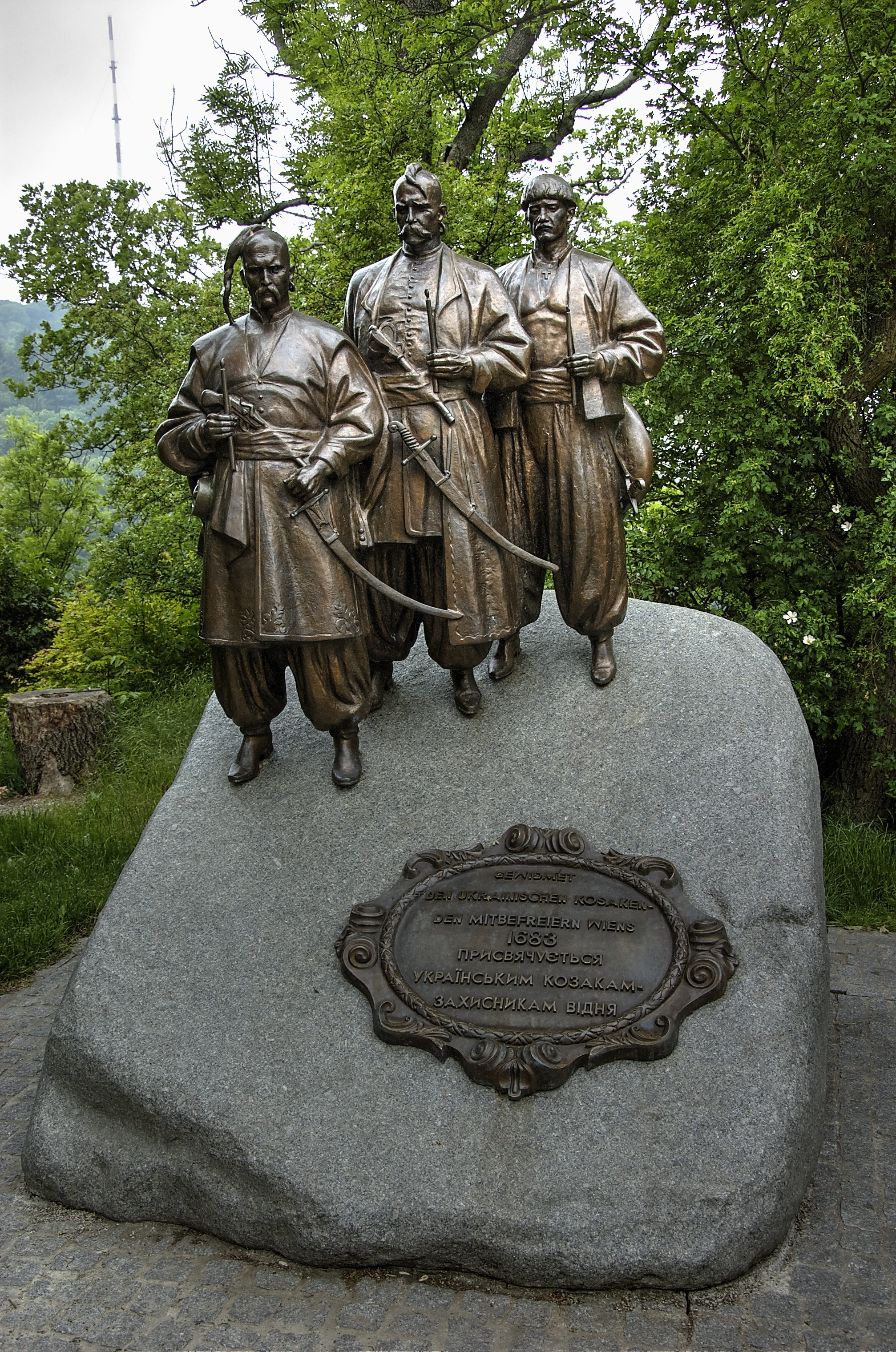
Pomnik Kozaków na wzgórzu Leopoldsberg w Wiedniu

Udział Kozaków w odsieczy wiedeńskiej w 1683 i związanych z nią kampaniach na Podolu i w Mołdawii podczas wojny polsko-tureckiej (1683–1699).

## Historia
Król Jan III Sobieski na odsiecz wiedeńską zamierzał zaciągnąć kilkanaście pułków kozackich, do których finansowania zobowiązał się także nuncjusz apostolski w Polsce Opizio Pallavicini. W marcu 1683 wypłacono ze skarbu Sobieskiego żołd dla zaciągniętych 130 Kozaków pod 
komendą Potarenki, a w maju podjęto uchwałę o utworzeniu trzech pułków kozackich pod wodzą Semena Korsuńca, Jakuba Worony i Kaliny, których łączna liczebność miała wynieść 1200 żołnierzy. Komisarzem wojska zaporoskiego został kasztelan lubaczowski Stanisław Zygmunt Druszkiewicz a za samą mobilizację odpowiadał pułkownik Jakub Mężyński. Późny okres zaciągu oraz działalność Turcji podkreślającej niewypłacalność Rzeczypospolitej (Sobieski wypłacił z własnej kieszeni ponad 95 tysięcy złotych polskich), doprowadziły do miernych rezultatów tego zaciągu. Kozacy stawili się w Krakowie, który wyznaczono na miejsce koncentracji wojsk przed bitwą we wrześniu, to jest miesiąc po wymarszu armii koronnej. Dwie sotnie dotarły między 24 a 27 września do oddziałów koronnych w trakcie marszu spod Wiednia pod Esztergom przed przeprawą przez Dunaj. Pozostałe sotnie kontynuowały przemarsz, kierując się ku siłom koalicjantów maszerujących przez Węgry.
Około 5 listopada po przeprawie przez rzekę Ipolę dotarły kozackie oddziały prowadzone przez Mikołaja Franciszka Daniłowicza. W ich składzie były dwie chorągwie husarskie, kilka pancernych oraz półtora tysiąca Kozaków zaporoskich, których wykorzystał Sobieski podczas oblężenia miasteczka Szécsény nakazując im 10 listopada opanować przedmieścia. Po kilku godzinach walki Turcy poddali się. Był to ostatni etap odsieczy wiedeńskiej i część Kozaków wróciła do domów. 
Pozostali wzięli jeszcze udział w kampanii podolskiej Andrzeja Potockiego a główna wyprawa kozacka w połowie października 1683 ruszyła pod dowództwem Stefana Kunickiego na Mołdawię. Kozacy przez Niemirów, Mohylów, Jampol i Sorokę skierowali się na Kiszyniów. 5 grudnia stoczyli zwycięską bitwę z ordą budziacką i białogrodzką pod Kickanami. Nie zdobyli Tehini i Białogrodu, zdobyli natomiast Kilię i Izmaił. Po krwawych walkach z ordą krymską chana Hadży Gereja Kozacy wycofali się w lutym 1684 do Niemirowa.

## Podsumowanie
W samej bitwie pod Wiedniem 12 września 1683 wzięło udział 150 Kozaków gdyż pozostałe oddziały się spóźniły i dołączyły do wojsk koronnych w trakcie działań wojennych na Węgrzech. Bardziej zauważalna była obecność wojsk kozackich na Podolu i w Mołdawii, gdzie toczyli zacięte boje z wojskami tureckimi.